# Robert Vermeire

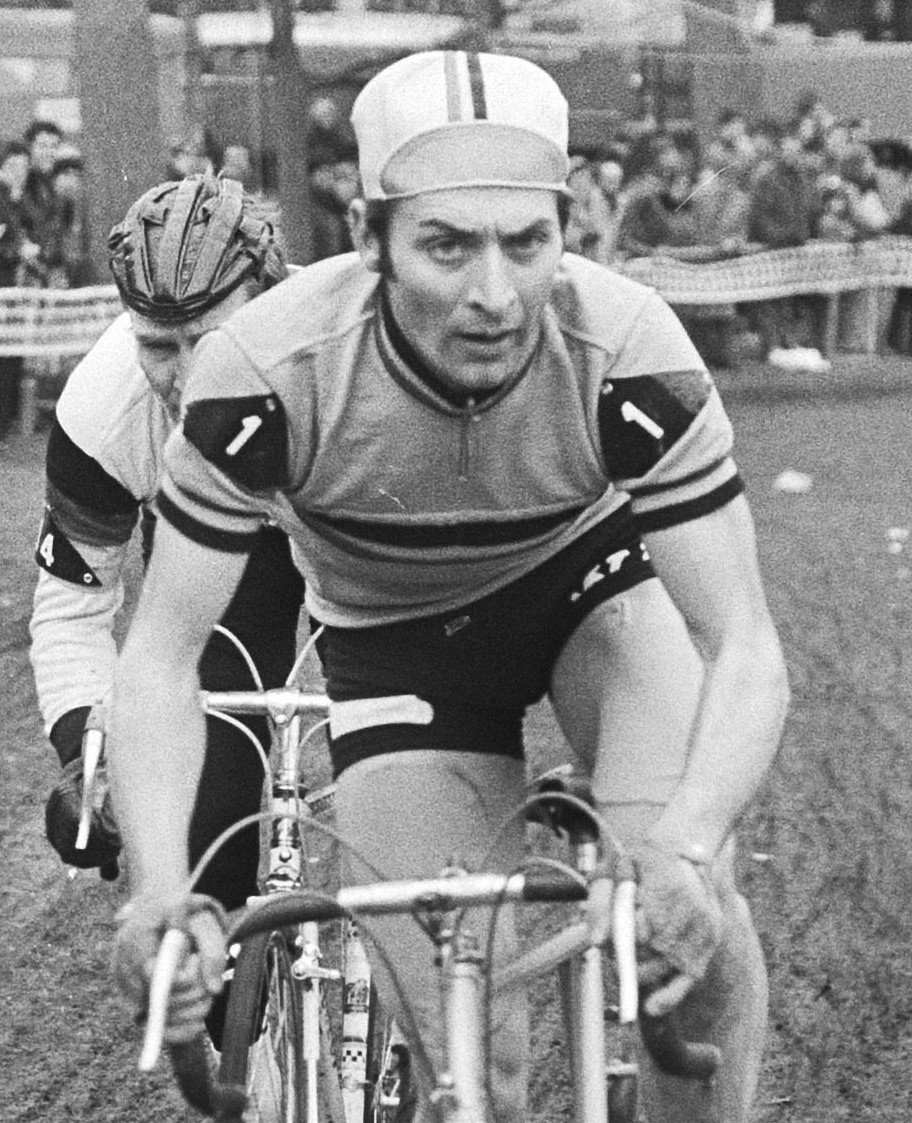
Robert Vermeire tijdens het Wereldkampioenschap veldrijden in 1971

Robert “Bertje” Vermeire (Beernem, 2 november 1944) is een Belgisch voormalig veldrijder en was professional van 1979 tot 1986. Tussen 1970 en 1978 werd Robert Vermeire bij de amateurs vijf keer wereldkampioen veldrijden en acht keer Belgisch kampioen. In totaal reed hij 25 seizoenen en kwam hij aan de start van 913 veldritwedstrijden waarvan hij er 247 won en 700 keer in de top 5 eindigde. Zelf vond Robert dat hij zijn palmares vooral te danken had aan zijn karakter en doorzettingsvermogen.

## Jeugd
Robert is grootgebracht op de boerderij van zijn ouders in Beernem, waar hij meehielp met het verzorgen van de koeien. Aangezien hij goed kon lopen tussen de weiden, stimuleerde zijn vader hem om aan veldlopen te doen. Robert was echter meer geïnteresseerd in het veldrijden. Zijn ervaring als veldloper kwam doorheen zijn carrière als cyclocrosser goed van pas. 
Robert had weinig interesse in school, wat deels het gevolg was van een ziekte in zijn jeugdjaren. Zijn laatste jaren bracht hij, op het einde van de jaren 50 van de 20ste eeuw, door op het internaat in Oostende. Daarna werd hij door zijn vader verplicht om op zijn zestiende werk te zoeken. Robert ging eerst aan de slag in de Flandria-fabriek in Zedelgem en daarna in de boomkwekerij bij zijn oom. Zowel voor als na zijn legerdienst werkte hij er samen met Antoine Vanneste, een Beernemse veldrijder. 
Zijn oom stimuleerde hem om te veldrijden en trad op als sponsor van Roberts eerste ploeg: "Boomkwekerij Driekoningen Beernem". Gravin d'Hespel financierde zijn eerste cyclocrossfiets. De beginjaren van Bertje's carrière - hij begon in 1962 op 18-jarige leeftijd  - liepen samen met zijn verplichte legerdienst in Mortsel, hij zat in Fort 4 waar hij 's avonds kon trainen. De hindernissen, die gebruikt werden om de militairen te trainen, benutte hij als oefenmateriaal. Zo kon hij een eigen parcours uittekenen. Vanaf zijn schooljaren tot en met zijn legerdienst verzamelde hij krantenartikels en foto's van verschillende veldrijders, waaronder Pierre Kumps, Firmin Van Kerrebrouck, Eric De Vlaeminck en Albert Vandamme. 
Na zijn legerdienst begon hij te werken in Brugge bij de Brugeoise. waar hij werkte van 1964 tot 1968. Toen hij derde werd op het WK veldrijden bij de amateurs in het Duitse Magstadt in 1969, vond zijn oom dat er veldrijderstoekomst in hem zat. Hij stelde voor om Robert terug te laten komen werken in de boomkwekerij zodat hij vrijer zou zijn in z’n trainingsschema's.

## Carrière

### Amateur
Robert startte bij de ploeg Reigerlo Beernem. Zijn eerste wedstrijd reed hij in de zomer van 1962 op 17-jarige leeftijd. 

#### 1965-1967
Voorafgaand aan het Belgisch Kampioenschap veldrijden was er, wegens een zware verkoudheid, onduidelijkheid over zijn deelname. Desalniettemin werd hij derde en moest hij enkel Albert Van Damme en René De Rey laten voorgaan. Het kampioenschap werd verreden op 12 december 1965. In 1966 werd hij vijfde in het provinciaal kampioenschap van West-Vlaanderen in Westouter.

#### 1968-1969
Tijdens het seizoen 1968-1969 ontpopte Robert zich als kampioenschapsrenner. Op het Belgisch kampioenschap te Ruien in december 1968 werd hij 2de na Roger De Vlaeminck. Voor de wedstrijd had hij te kampen met een koorts van 39,5°. Hoewel zijn omgeving erop aandrong dat Robert forfait zou geven, startte hij na een reeks inspuitingen te hebben ontvangen alsnog. Hij eindigde tweede.
Tijdens het wereldkampioenschap voor amateurs in Magstadt (Duitsland) werd hij 3de na René De Clercq (1ste) en Roger De Vlaeminck (2de). 

#### 1969-1970
Tijdens het seizoen 1969-1970 haalde Robert 27 overwinningen, waaronder provinciaal- nationaal-(Wetteren 1970) en ook zijn eerste wereldkampioenschap (Zolder 1970). In Zolder ontsnapte hij na twee rondes en behield zijn voorsprong ondanks de achtervolging van de Spanjaard José María Basualdo Elejalde.
Tijdens het wegseizoen nam Robert regelmatig deel aan criteriums op de weg. Hij beschouwde deze als training om zijn vermogen verder op te bouwen. Doorgaans ging hij tijdens zo’n wedstrijd één tot anderhalf uur in de aanval, wat ongeveer overeenkwam met de duur van een veldrit, die één uur duurt.

#### 1970-1971
Seizoen 1970-1971 startte eerder moeizaam. De parcours van de wedstrijden lagen vrij droog, wat minder was voor Robert die eerder bekend stond een “slijkduivel” te zijn, en daarnaast kampte hij met een hardnekkige griep. 
Terwijl Erik De Vlaeminck de regenboogtrui in ontvangst nam bij de profs, werd Robert Vermeire wereldkampioen bij de amateurs in Apeldoorn (1971). Hij duelleerde met de Duitser Dieter Uebing die erin slaagde terug aan te pikken bij Robert na elke forcing die hij had gevoerd. De allerlaatste ronde viel hij terug en werd met 6 seconden verschil tweede achter Robert.

#### 1971-1972
Tijdens het veldritseizoen 1971-1972 versloeg Robert tijdens de cyclocross in Soumange de twee beste crossers van dat moment: René De Clercq en Albert Van Damme. Het WK 1972 in Praag was minder succesvol. Robert behaalde er een 10de plaats.

#### 1972-1973
Tijdens seizoen 1972-1973 behaalde hij meerdere binnen- en buitenlandse overwinningen. In Sint-Maria-Horebeke (1973) wint hij het Belgisch kampioenschap na een spannende strijd met Norbert De Deckere. 
Op het wereldkampioenschap in Crystal Palace (Londen 1973), werd hij tweede na de Duitser Klaus-Peter Thaler.  Robert ging een weeklang trainen in Zwitserland ter voorbereiding van de cyclocross in Zürich waarin hij eindigde als 2de. De daaropvolgende seizoenen werd hij regelmatig uitgenodigd door Zwitserse wedstrijdorganisatoren. Door de top van het veldrijden uit te nodigen en startgeld te geven wilde men in Zwitserland het niveau van de wedstrijden verder verbeteren.

#### 1973-1974
In het seizoen 1973-1974 bevestigde Robert zijn status van “topliefhebber”. Op het Belgisch kampioenschap veldrijden voor amateurs in Beernem werd Robert Vermeire tweede na Norbert Dedeckere. Hij kon voor eigen publiek zijn Belgische titel niet verlengen. Tijdens het wereldkampioenschap in Vera de Bidsoa (Spanje) kon hij wel zijn derde wereldtitel behalen.  Dit ondanks een slechte start en een enorm zware omloop.

#### 1974-1975
In 1975 behaalde hij in Melchnau zijn vierde wereldtitel bij de amateurs. De Zwitserse organisaties wilden ook graag de wereldkampioen van de amateurs op hun affiche. Hij was een graag geziene gast op de Zwitserse crossen.
Robert werd in 1975 Belgisch kampioen bij de amateurs te Volkegem. Norbert Dedeckere en André Geirland eindigden respectievelijk tweede en derde. 

#### 1975-1976
Ook in 1976 won Robert te Overijse het Belgisch kampioenschap voor liefhebbers. Dit ondanks regelmatige problemen met de gezondheid. Op het wereldkampioenschap van 1976 te Chazay-d'Azegues werd met 50 seconden verschil tweede na de Zwitser Klaus-Peter Thaler. 

#### 1976-1977
In 1977 werd Robert Belgisch kampioen te Munte en wereldkampioen in Hannover, waar hij in de derde ronde ontsnapte en de achtervolgende Uebing er niet in slaagde om hem bij te benen. De wedstrijd legde hij 18 seconden sneller af dan de wereldkampioen bij de profs Albert Zweifel.

#### 1977-1978
Het WK in 1978 van Amorebieta (Spanje) was een ontgoocheling voor Robert door een slechte dag wegens ziekte. Tijdens het Belgisch kampioenschap in 1978 eindigde hij voor Norbert Dedeckere en werd hij opnieuw Belgisch kampioen. 

### Profcarrière
Robert werd pas prof in 1979 op zijn 35ste. Het toenmalige reglement liet wielrenners toe om amateur te blijven totdat ze 35 jaar oud werden. Nadien moesten ze de overstap maken naar ofwel de veteranen ofwel de profs. Robert wachtte met het maken van de overstap naar de profs tot er geen andere optie was. 
Als amateur had hij de vrijheid om verder te werken op de boomkwekerij van zijn oom en zelf zijn trainingsschema te bepalen. Bovendien was het aantal veldrijders dat een profcontract kreeg of een eigen sponsor vond eerder beperkt. Daarnaast vond hij het financieel en sportief interessanter om meermaals Belgisch – en wereldkampioen te kunnen worden.
Als amateur reed Robert vaak in de schaduw van Erik De Vlaeminck en Albert Van Damme. Bij de profs moest hij op het einde van zijn profcarrière Roland Liboton regelmatig laten voorgaan. Vermeire behaalde op het einde van zijn carrière nog zeven podiumplaatsen tijdens het Belgisch kampioenschap veldrijden, weliswaar na Liboton. 

#### 1978-1979
Tijdens zijn eerste jaar als prof wordt Robert derde tijdens het Belgisch kampioenschap te Koersel en behaalde hij een bronzen medaille op het wereldkampioenschap te Saccolongo (Italië). In de diepe modder kon hij zijn ervaring als veldloper heel goed gebruiken. Hij eindigde wel op 8 minuten van de winnaar Albert Zweifel. Aanvankelijk wordt hij beschuldigd van het gebruik van het verboden middel efedrine. Dit was een bestanddeel van Rhinamide, een geneesmiddel dat hem was voorgeschreven door B.W.B.-dokter Lambert. De arts wist echter zelf niet dat er een verboden stof in het medicament zat. Zijn naam werd in ere hersteld en de Belgische Wielrijdersbond betaalde de boete ter waarde van 17.000 frank. De bronzen medaille mocht Robert behouden. 

#### 1979-1980
Tijdens zijn 2de profseizoen behaalde hij 22 overwinningen. In Rumst versloeg hij Rein Groenendaal, Ivan Messelis en Erik De Vlaeminck. In Overijse moest Roland Liboton in hem zijn meerdere erkennen en in Zillebeke eindigde hij één minuut voor de toenmalige top van het cyclocross. Zowel tijdens het wereld- als het Belgisch kampioenschap wielrennen liet hij zich opmerken. Hij werd respectievelijk achtste in Wetzikon (Zwitserland) en tweede, na Roland Liboton, op het bevroren parcours in Maurage. 
Vermeire kwam minder en minder aan de start van Zwitserse veldritten. Dit was onder meer het gevolg van het stijgende niveau van de Zwitserse veldrijders en het feit dat Robert niet langer een regerend wereldkampioen was. De organisatoren waren bijgevolg minder geneigd om een startvergoeding te voorzien voor een Belgische veldrijder.

#### 1980-1981
Tijdens het seizoen 1980-1981 bleef Robert de confrontaties tussen de veldrittoppers sieren. Hij won 12 crossen en dong vaak mee met de toprenners van het moment, zoals Roland Liboton, Hennie Stamsnijder, Paul De Brauwer, Rein Groenendaal en Roger De Vlaeminck, voor de ereplaatsen. 
Op het Belgisch Kampioenschap van 1981 te Vaux-sous-Chèvremont werd hij 2de na Roland Liboton. Op het wereldkampioenschap van 1981 te Tolosa (Spanje) eindigde hij 8ste. 

#### 1981-1982
Zijn overwinning in het provinciaal kampioenschap te Wingene zorgde voor zijn 20ste kampioenentrui. Hij eindigde voor de derde keer op de tweede plaats op het Belgisch kampioenschap te Kessel en viel net naast het podium op het wereldkampioenschap in Lanarvily (Frankrijk) na de toppers Liboton, Zweifel en Stamsnijder. 

#### 1982-1983
Robert kwam iets moeizamer op gang maar liet zich doorheen het seizoen wel opmerken. Dit demonstreerde hij bijvoorbeeld met een overwinning te Rillaar waarbij hij onder meer De Vlaeminck, Zweifel, Frischknecht, Ghyllebert, Vanderfraenen, De Brauwer en Messelis achter zich liet.  
Tijdens de allereerste superprestige in 1982 eindigde hij verdienstelijk als 4de. Op het Belgisch Kampioenschap te Overijse van 1983 werd hij 2de en 6de op het wereldkampioenschap te Birmingham (Engeland). 

#### 1983-1984
Hij werd dit seizoen als bondscoach aangesteld door de B.W.B voor de nieuwelingen en juniores. Daarnaast werd hij opnieuw tweede op het Belgische kampioenschap te Asper-Gavere en vierde tijdens het wereldkampioenschap te Oss (Nederland). Robert kwam na Liboton, Stamsnijder en Zweifel over de meet. 

#### 1984-1985
Tijdens het veldritseizoen 1984-1985 heeft hij steeds meer last van allerhande kwaaltjes. Hij won desalniettemin drie wedstrijden, kwam als derde over de meet tijdens het Belgisch kampioenschap in Zillebeke en eindigde 15de op het Wereldkampioenschap te München. 

#### 1985-1986
In 1986 hing Robert zijn veldritfiets aan de haak. Zijn laatste wedstrijd was de cyclocross in Beernem, waar hij afscheid nam voor eigen publiek. Tijdens dit seizoen behaalde hij een 18de plaats op het Belgisch kampioenschap te Koersel en een 10de plaats op het 19de Wereldkampioenschap te Lembeek. 

## Bondscoach
Robert bleef 5 jaar bondscoach (1984-1989) en maakte de selectie voor onder andere nieuwelingen en juniores, die dan dikwijls bij hem “aan de vaart” (in Beernem) kwamen trainen. Het takenpakket van Robert omvatte de voorselectie voor het Wereldkampioenschap voor juniores. Dit door een voorbereidingsprogramma met het jeugdig talent af te werken als een trainer.  
Zijn voorwaarde om bondscoach te worden, was dat hij actief mocht blijven als veldrijder. Doorheen het seizoen verdeelde hij zijn tijd tussen zelf trainen, wedstrijden rijden en een kern van 15 jongeren begeleiden op weg naar het Belgisch kampioenschap in Wingene en het Wereldkampioenschap in Oss (Nederland). 
Zijn visie was dat je veel kan compenseren door juist te trainen en voor het veldrijden te leven, maar als het er niet in zit, kan het er ook niet uitkomen.  "Van een ezel maak je geen koerspaard"  wist hij vaak te zeggen.

## Privéleven
Robert trad in mei 1968 in het huwelijk met Jeanine Walleyn. Jeanine zou gedurende vele jaren zijn steun en toeverlaat zijn.   
Tijdens zijn laatste jaar als veldrijder werd bij Jeanine botkanker vastgesteld. Ze overleed in 1992. Later zou hij met Christa Ornelis trouwen. Ze ontmoetten elkaar toen Christa 14 jaar oud was en waren jeugdvrienden.
Hij is erelid van de ploeg Reigerlo Beernem en coacht er jongeren. Eind september 2013 verscheen over Robert Vermeire een boek: ”Robert ‘Bertje’ Vermeire kampioen van het volk”, geschreven door Stefaan Van Laere en uitgegeven bij “Bola Editions” ISBN 9789490243821. 
In 2015 was hij samen met zijn echtgenote te zien in het televisieprogramma Hallo Televisie! op Eén, waarin enkele gezinnen commentaar geven op de televisieprogramma's die ze bekijken. 

## Ploegen
- 1979: Marc Zeepcentrale - Superia
- 1980: Marc - V.R.D.
- 1981: Marc - Koffieboerke - Merckx
- 1982: Marc - Ecoturbo
- 1983: Marc Zeepcentrale
- 1984: Marc - Ecoturbo
- 1985: Marc - Ecoturbo
- 1986: Marc - Ecoturbo

## Palmares

### Amateurs
1970
- Belgisch kampioenschap veldrijden in Wetteren
- Wereldkampioenschap veldrijden in Zolder

1971
- Belgisch kampioenschap veldrijden in Ruien
- Wereldkampioenschap veldrijden in Apeldoorn

1972
- Belgisch kampioenschap veldrijden in Lembeek

1973
- Belgisch kampioenschap veldrijden in Sint-Maria-Horebeke

1974
- Wereldkampioenschap veldrijden in Vera de Bidasoa

1975
- Belgisch kampioenschap veldrijden in Volkegem
- Wereldkampioenschap veldrijden in Melchnau

1976
- Belgisch kampioenschap veldrijden in Overijse

1977
- Belgisch kampioenschap veldrijden in Munte
- Wereldkampioenschap veldrijden in Hannover

1978
- Belgisch kampioenschap veldrijden in Beernem

### Elite
1967 - 1 zege
- Cyclocross Steinmaur

1969 - 1 zege
- Cyclocross Oedelem

1970 - 4 zeges
- Cyclocross Vossem
- Cyclocross Middelkerke
- Cyclocross Beernem
- Cyclocross Oedelem

1972 - 4 zeges
- Cyclocross Niel
- Cyclocross Beernem
- Cyclocross Oedelem
- Cyclocross Lembeek

1973 - 3 zeges
- Cyclocross Otegem
- Cyclocross Munte
- Cyclocross Aalter

1974 - 5 zeges
- Cyclocross Munte
- Cyclocross Berlijn
- Cyclocross Vossem
- Cyclocross Zürich
- Cyclocross Aalter

1975 - 1 zege
- Cyclocross Niel

1976 - 9 zeges
- Cyclocross Beernem
- Cyclocross Langemark
- Cyclocross Vossem
- Cyclocross Raversijde
- Cyclocross Berlaar
- Cyclocross Niel
- Cyclocross Doomkerke
- Cyclocross Lembeek
- Cyclocross Oedelem

1977 - 3 zeges
- Cyclocross Diegem
- Cyclocross Vossem
- Cyclcross Torhout

1978 - 6 zeges
- Cyclocross Vossem
- Cyclocross Gits
- Cyclocross Niel
- Cyclocross Adegem
- Cyclocross Koksijde
- Cyclocross Aalter

1979 - 8 zeges
- Cyclocross Reet
- Cyclocross Tremelo
- Cyclocross Doomkerke
- Cyclocross Niel
- Cyclocross Overijse
- Cyclocross Torhout
- Cyclocross Eernegem
- Cyclocross Koksijde

1980 - 4 zeges
- Cyclocross Sint-Genesius-Rode
- Cyclocross Gits
- Cyclocross Oedelem
- Cyclocross Sint-Martens-Bodegem

1981 - 5 zeges
- Cyclocross Vossem
- Cyclocross Gits
- Cyclocross Kapelle-op-den-Bos
- Cyclocross Sint-Lievens-Esse
- Cyclocross Adegem

1982 - 6 zeges
- Cyclocross Bertem
- Cyclocross Vossem
- Cyclocross Beernem
- Cyclocross Wilskerke
- Cyclocross Adegem
- Cyclocross Aalter

1983 - 1 zege
- Cyclocross Sint-Martens-Bodegem

1984 - 2 zeges
- Cyclocross Sint-Martens-Bodegem
- Cyclocross Wingene

1985 - 1 zege
- Cyclocross Vossem

Totaal: 64 zeges